# Заціпся і танцюй
«Заціпся і танцюй» (англ. Shut Up and Dance) — третій епізод третього сезону телесеріалу Чорне дзеркало. Головні ролі виконують Джером Флінн та Алекс Лотер. Сценарій написали Чарлі Брукер та Вільям Бріджес. Прем'єра відбулася 21 жовтня 2016 на телеканалі Netflix.

## Сюжет
Жінка (Сюзанна Дойл) зупиняє машину на парковці, нервово кладе ключі на одне з коліс, отримує повідомлення і йде.
Підліток Кенні (Алекс Лотер) вимушений встановити антивірус на свій ноутбук після того, як ним користувалась його сестра. Він видаляє вірус, проте невідомий хакер отримує доступ до вебкамери на ноутбуку і записує, як Кенні мастурбує. Кенні отримує повідомлення з відеозаписом. Розуміючи, що його ноутбук зламали, він його вимикає. Хакер надсилає ще одне повідомлення з вимогою надіслати йому номер телефону, інакше погрожує викласти відео в мережу та поширити серед його контактів. Кенні виконує вимогу. Після цього хакер вимагає тримати телефон увімкненим і зарядженим, а також з увімкненою функцією геолокації, аби завжди знати, де Кенні знаходиться. Також хакер каже Кенні чекати, допоки його не буде «активовано».
Прийшовши на роботу, Кенні отримує повідомлення від хакера, який вимагає від нього бути на парковці рівно опівдні. Кенні каже босу (Ганна Стіл), що нездужає і встигає вчасно та зустрічає там мотоцикліста із пакунком. Мотоцикліст — також жертва хакера, якому так само сказали приїхати туди. Мотоцикліст (Іванно Єремія) передає Кенні пакунок із тортом усередині, фотографує його як доказ того, що пакунок передав. Кенні має доставити торт чоловікові у готельному номері. Зайшовши до номера, Кенні зустрічає Гектора (Джером Флінн), якому так само пише хакер. Кенні робить фотографію Гектора, після чого їм обом наказано зайти на парковку і сісти в машину, яку залишила жінка.
Хакер вказує місце за містом, куди вони вдвох мають поїхати. Гектор пояснює, що хакери прикинулись повією, яку він чекав у готелі. Будучи одруженим, він змушений виконувати накази хакера, аби не втратити можливість бачити дітей. Він розповідає Кенні, що хакери отримали доступ до його комп'ютера та знайшли там непристойні світлини та повідомлення. Кенні починає плакати, розуміючи, що з ним зробили те саме. Коли вони добираються до зазначеного місця, їм кажуть зазирнути всередину торта. Там вони знаходять пістолет, кашкета та сонячні окуляри, після чого їм наказують пограбувати банк. Вони вирішують, що Гектор буде водієм, а Кенні — грабіжником. Попри страх, Кенні вдається пограбувати банк. Вони тікають.
Гектора змушують самостійно знищити машину. У той же час Кенні повинен віднести гроші у ліс неподалік. Вони розходяться. Кенні приходить до вказаного місця і виявляє там чоловіка (Пол Бейзлі) з великою коробкою, у якій лежить дрон. Чоловік розповідає, що він також жертва хакера, і тепер вони мають битись до смерті. Переможець при цьому забере гроші. Кенні дістає пістолет, направляє його на чоловіка, тоді повертає до себе і стріляє, проте пістолет виявляється незарядженим. Вони починають битись, дрон спостерігає за ними.
Гектор повертається додому і отримує від хакера ще одне повідомлення: картинку із зображенням trollface. Гектор розуміє, що його дружина знає, що він знімав повію. Інші жертви хакера також отримують подібне повідомлення; інформація, якою їх шантажували, також оприлюднена. Кенні іде з лісу, скривавлений та з сумкою грошей. Йому дзвонить мама та розповідає, що в мережі з'явилося відео його мастурбації. Кенні нічого не відповідає, і також отримує повідомлення з тролфейсом. Зненацька з'являється синє світло: поліція приїхала заарештувати його. Кенні мовчки приймає це.

## Виробництво
У своєму інтерв'ю Чарлі Брукер розповів, що сюжет зазнав багатьох змін під час виробництва, і в епізоді спочатку не планувалося фінального повороту сюжету. Він також повідомив, що в одній з версій сценарію, взагалі не було причин описуваних подій, а в іншій версії ролі були інакшими і персонаж Джерома Флінна мав надзвичайно похмуру таємницю.

## Відгуки
Тім Ґудмен із The Hollywood Reporter описав гру Алекса Лотера як «одну з найкращих речей 2016 року». З іншого боку, Адам Читвуд з сайту Collider зауважив, що, хоча це і «не поганий епізод», але він вийшов «гнітюче напруженим, трошки задовгим і одним з найтемніших у сезоні». Роббі Коллін із The Daily Telegraph поставив епізоду 5/5, описавши його як «душевно-палючий та безупинно ударний». Софі Ґілберт із The Atlantic порівняла епізод із «Білим ведмедем» — іншим епізодом Чорного дзеркала, у якому з вигляду невинна людина виявляється злочинцем.